# 澳門巴士102X路線
澳門巴士102X路線是由新福利經營，往返港珠澳大橋和橫琴澳方口岸的巴士路線。

## 簡介及歷史
- 2018年10月24日，配合港珠澳大橋通車，本線開設，往返港珠澳大橋及氹仔市區。[1]

- 2018年12月29日，新增停靠「外港碼頭」站。[2]

- 2019年1月26日，新增停靠「葡京酒店」站，服務時間調整為06:00-00:00，並加密班距。[3]

- 2019年7月31日，熱帶風暴韋帕襲澳，於14:00發出八號風球。由於港珠澳大橋穿梭巴士沒有停駛，大批訪澳旅客滯留於港珠澳大橋澳門邊檢大樓及亞馬喇前地一帶，於是交通事務局緊急開辦本線特班車疏導旅客直至翌日01:00。由於嘉樂庇總督大橋於八號風球期間封閉，本線改為往返港珠澳大橋至亞馬喇前地。[4]

- 2019年12月28日起，本線之離島區總站搬遷至「柯維納馬路」站。[5]

- 2020年3月28日至12月31日，因應COVID-19澳門疫情及鄰近地區因疫情對澳門實施出入境管制，本線暫停營運。[6]

- 2021年1月1日起，本線恢復營運。離島區總站延伸到橫琴澳方口岸。[7]

- 2021年1月初起，受慕拉士大馬路下水道工程影響，本線暫不停靠「慕拉士／飛通大廈」、「東北大馬路／南澳」站，並臨時停靠「黑沙環新街／南華」站。

- 2021年2月28日起，因客量偏低，本線改用小巴行駛。[8]

- 2021年11月27日起，新增停靠“漁翁街／勞工事務局”、“水塘北角／勞工事務局”站。[9]

- 2022年2月26日起，取消停靠“柯維納馬路”、“賽馬會”、“南新花園”站。[10]

- 2022年7月11日至17日，本線改以特別巴士專線方式營運，僅供特許人士乘搭。[11][12]

- 2022年7月18日至22日，因宣佈延長“相對靜止管理”措施，本線維持上述措施。[13]

- 2022年8月3日18:00起，配合珠澳口岸調整並放寬通關安排，同時因拱北口岸舊廳封閉進行消防改造，新廳正在安裝設備，增設特別班次，往返青茂口岸及港珠澳大橋。[14][15][16][17]

- 2023年4月29日至5月1日，因應「五．一黃金周」將至，開設特班車路線往返港珠澳大橋至葡京酒店。[18]

- 2023年6月10日，調整不同時段之班次。[19]

- 2023年8月26日起，調整各時段之班次。[20]

- 2023年9月26日15:00起，橫琴口岸二期新客貨車通道正式試運行，調整「橫琴澳方口岸」站之停靠位置至口岸二期交通平台的F1車道。[21]

## 本線特色
- 經統計，本線在疫情停駛時間長達278天，成為停駛時間最長的路線。[22]

- 本線是全澳停靠站點數量最多的X線（共34個）；截至2024年第四季，本線為全澳第三長行駛里數之巴士路線（42.73公里）。[23]

## 使用車輛
- 蘇州金龍KLQ6108GQE5
- 蘇州金龍KLQ6108GQ28E4
- 宇通ZK6116HG
- 蘇州金龍KLQ6108GQ28
- 三菱Rosa
- 蘇州金龍KLQ6108GQ30
- 蘇州金龍KLQ6106GHEV
- 蘇州金龍KLQ6960GQE5
- 蘇州金龍KLQ6106GHEV1
- 蘇州金龍KLQ6106GHEV2

## 電牌
| 往離島方向                    | 往離島方向   | 往離島方向 |
| 日期                          | 頭牌         | 圖例       |
| ----------------------------- | ------------ | ---------- |
| 2019年12月28日前              | 賽馬會       |            |
| 2019年12月28日至2020年3月27日 | 柯維納馬路   |            |
| 2021年1月1日起                | 橫琴澳方口岸 |            |
| 往港珠澳大橋方向              |              |            |
| 日期                          | 頭牌         | 圖例       |
| 開線至今                      | 港珠澳大橋   |            |

## 路線資料

### 收費
| 收費類別     | 收費類別                      | 收費類別             | 費用 |
| ------------ | ----------------------------- | -------------------- | ---- |
| 現金         | 現金                          | 現金                 | $6.0 |
| 境外支付工具 | 支付寶（內地及香港）          | 支付寶（內地及香港） | $6.0 |
| 境外支付工具 | 雲閃付 非綁定澳門銀聯卡       |                      | $6.0 |
| 境外支付工具 | 微信支付（內地及香港）        |                      | $6.0 |
| 境外支付工具 | 交通聯合 非澳門發行的全國通卡 |                      | $6.0 |
| 境內支付工具 | 澳門通                        | 全民卡               | $4.0 |
| 境內支付工具 | 澳門通                        | 學生卡               | $2.0 |
| 境內支付工具 | 澳門通                        | 長者卡               | 免費 |
| 境內支付工具 | 澳門通                        | 殘疾卡               | 免費 |
| 境內支付工具 | 聚易用＋                      | 聚易用＋             | $4.0 |

### 服務時間及班距
| 服務時間                      | 服務時間           | 星期一至五  | 例假日 （含公眾假期） |
| ----------------------------- | ------------------ | ----------- | --------------------- |
| 港珠澳大橋邊檢大樓            | 港珠澳大橋邊檢大樓 | 06:00-00:00 | 06:00-00:00           |
| 橫琴澳方口岸                  |                    | 06:00-00:00 | 06:00-00:00           |
| 班距                          | 尖峰               | 12-18分鐘   | 8-18分鐘              |
| 班距                          | 離峰               | 14-20分鐘   | 14-20分鐘             |
| 懸掛8號風球前20分鐘開出尾班車 |                    |             |                       |

### 路線停站
| 102X | 港珠澳大橋 ↔ 橫琴澳方口岸 | 港珠澳大橋 ↔ 橫琴澳方口岸 | 港珠澳大橋 ↔ 橫琴澳方口岸 | 港珠澳大橋 ↔ 橫琴澳方口岸 | 港珠澳大橋 ↔ 橫琴澳方口岸 | 港珠澳大橋 ↔ 橫琴澳方口岸 |
| 序號 | 往程                      | 往程                      | 往程                      | 返程                      | 返程                      | 返程                      |
| 序號 | 站號                      | 站名                      | 輕軌站／出入境口岸        | 站號                      | 站名                      | 輕軌站／出入境口岸        |
| ---- | ------------------------- | ------------------------- | ------------------------- | ------------------------- | ------------------------- | ------------------------- |
| 1    | M800/7                    | 港珠澳大橋邊檢大樓        | 港珠澳大橋澳門邊檢大樓    | T560/2                    | 橫琴澳方口岸              | 橫琴站 橫琴口岸           |
| 2    | M51                       | 東北大馬路／廣華          |                           | T360                      | 連貫公路／新濠影匯        |                           |
| 3    | M233                      | 東北大馬路／東華          |                           | T425                      | 海濱圓形地／西堤馬路      |                           |
| 4    | M48                       | 慕拉士／飛通大廈          |                           | T423                      | 蓮花海濱大馬路／百老匯    |                           |
| 5    | M52                       | 漁翁街／勞工事務局        |                           | T421                      | 皇庭海景酒店              |                           |
| 6    | M239/2                    | 外港碼頭                  | 外港客運碼頭              | T361                      | 運動場／賽馬會            | 運動場站                  |
| 7    | M254/2                    | 友誼馬路／行車天橋        |                           | T325/3                    | 華寶花園                  |                           |
| 8    | M263                      | 仙德麗街                  |                           | T339/4                    | 花城公園                  |                           |
| 9    | T402                      | 泉澧花園                  |                           | T311/2                    | 百利寶花園                |                           |
| 10   | T310/2                    | 泉裕豪庭                  |                           | T308/3                    | 氹仔電訊                  |                           |
| 11   | T368                      | 奧林匹克大馬路            |                           | M69/2                     | 葡京酒店                  |                           |
| 12   | T324/1                    | 澳門運動場                |                           | M159                      | 總統酒店                  |                           |
| 13   | T347                      | 運動場／體育中心          | 運動場站                  | M242                      | 友誼馬路／海港街          |                           |
| 14   | T420                      | 蓮花海濱大馬路／銀河-1    |                           | M53                       | 水塘北角／勞工事務局      |                           |
| 15   | T422                      | 蓮花海濱大馬路／銀河-2    |                           | M55                       | 東北大馬路／南澳          |                           |
| 16   | T424                      | 海濱圓形地／生態保護區    |                           | M235                      | 東北大馬路／保利達        |                           |
| 17   | T372                      | 蓮花路／新濠影匯          | 蓮花站                    | M800/7                    | 港珠澳大橋邊檢大樓        | 港珠澳大橋澳門邊檢大樓    |
| 18   | T355/2                    | 蓮花路停車場              | 蓮花站                    |                           |                           |                           |
| 19   | T560/2                    | 橫琴澳方口岸              | 橫琴站 橫琴口岸           |                           |                           |                           |

## 客量
- 根據2020年公報，本線在2019年度共開出59,770班，乘車人次為1,914,748人次，平均每班接載32人次。
- 在澳門大學連接橫琴口岸通道橋開通前，直達至澳大校區僅有「通琴號」跨境通勤專線，高校專線開通的原意是對學生方便並直達出入橫琴及澳大校區，但跨境通勤專線需要通過手機預約，加上班次固定兼較少，以及經常出現預約滿額情況。導致無法預約專線的師生改為乘坐本線到海濱圓形地一帶轉乘往返澳大的巴士路線出入校區，導致本線出現擠擁情況。[24]

## 本線特別路線

### 102X特班車（第一代）
- 澳門巴士102路線（已取消）

### 102X特班車（第二代）
- 澳門巴士102XS路線（已取消）

## 爭議

### 走線迂迴惹批評
- 港珠澳大橋開通初期，由於本線只能到達遊客主要景點或區分周邊，導致本線沒有受到大部分遊客的重視。[25]
- 自2020年1月1日起本線恢復營運後延伸行程到路氹城西部和橫琴澳方口岸後，並且不斷增加站點，走線上來回更刻意途經賽馬會繞圈，加上2021年11月下旬增加漁翁街周邊的站點，導致本線被設置為快線之目的被批評是背道而馳，而交通規劃部門對路線優化上沒有作出標準，導致本線與其他部分路線規劃出現失敗，使居民對公共巴士服務和交通事務局失去信心和信任。

- 2023年4月14日，傳新澳門協會理事長兼澳門立法會直選議員林宇滔批評新城A區與大橋澳門口岸道路規劃情況混亂外，又批評大橋澳門口岸只有本線與另一條巴士路線往返，走線迂迴加上乘坐時間到目的地或大橋澳門口岸甚至比港珠澳大橋穿梭巴士（金巴）車程更長，在每逢節假日繁忙時段都需大排長龍，不少居民投訴要坐近一小時才能到人工島口岸。他指出預期隨著大橋澳門口岸的使用人流不斷增加，但政府一直不增加或優化人工島的巴士路線，其公共交通情況只會越趨惡化。[26]

- 事實上，自港珠澳大橋通車後，往返大橋澳門口岸的交通配套嚴重不足，有交通咨詢委員會委員指本線站點停靠多加上行程迂迴，導致回轉的時間太長。[27] 有離島社區服務諮詢委員會委員指出，本線作為連接大橋澳門口岸和橫琴口岸關鍵路線，其班次充足與否將直接影響乘客出行效率和滿意度。建議增加班次以減少等候時間，特別是在繁忙時段和晚間，並考慮增設通宵服務，滿足居民或旅客24小時通關需求。[28]

- 澳門立法會直選議員黃潔貞、馬耀鋒亦收到市民反映，指本線輪候時間長達30分鐘，高峰時段出現排隊人潮且車上人員擁擠，難以滿足口岸旅客的交通需要。他們建議當局趁著暑假來臨前，檢視各口岸的巴士班次，因應不同口岸的開放時間，延長巴士夜間服務時長，繁忙時段需增設巴士班次來疏導人流。[29][30]

### 取消行經馬會一帶
- 2022年2月26日起，本線取消行經輕軌馬會站一帶，引起部分網民於社交網路平台或群組上表達失望和不滿，有網民認為無視馬會站一帶居民使用本線的需求，特別是從橫琴澳方口岸前往該區域一帶以及在疫情前能使用本線往返港珠澳大橋出入境香港的需求，另有網民指本線需求不大對於調整氹仔島內的走線沒有任何意見。[10] 新福利回應指，因應綜合考慮本線的路況、客量、乘車時長等多項因素，經有關當局批准對本線作出調整。[31]

## 外部連結
- 澳門新福利公共汽車有限公司（官方網站） （页面存档备份，存于）